# Potboiler
Potboiler — це британський термін, який використовується на означення художньої роботи низької якості, створеної відносно швидко, основною метою якої є швидко заробити грошей. Це можуть бути роман, п’єса, опера, фільм, картини, музичні твори чи інший творчий твір сумнівної літературної чи мистецької якості, основною метою якого було оплатити повсякденні витрати творця — щоб отримати паливо для розігріву каструлі. Образний термін походить з археології чи антропології і відноситься до гарячого каменю, або куховарського каменю, який використовується для передачі тепла від вогню до посудини для підвищення температури води в посудині, в тому числі для приготування їжі. Камінь нагрівають на вогні або на вуглинках, і коли камінь достатньо нагріється, його переносять у посудину з водою, щоб нагріти вміст. Як правило, такий нагрітий камінь використовувався для нагрівання людьми, які не мали доступу до кераміки чи металевих посудин. Звідси і переносне значення за допомогою якого твори цього типу служать для «наповнення горщика», тобто для забезпечення їжі. Ідіома  «варити горщик» означає «забезпечувати собі засоби до існування». Романи, які вважаються розжареними, також можна назвати чтиво, а прості фільми можна назвати «фільмами про попкорн».  
Термін використовується в англійській мові з 1854 року. Автора таких творів часто називають «халтером».
Це також означало, що «художні цінності» виставлялися як такі, що продаються. У переносному значенні це слово описує тиск митця, який змушений заробляти на життя.
В українській мові дещо близьким за суттю є одне з двох значень слова «халтура» — «несумлінна, неакуратна робота (переважно без знання справи, без почуття відповідальності)».